# Mitre Sports International

Logo.

Mitre é uma empresa do Reino Unido dedicada à fabricação de bolas, calçados e acessórios futebol, rugby, basquetebol e críquete.

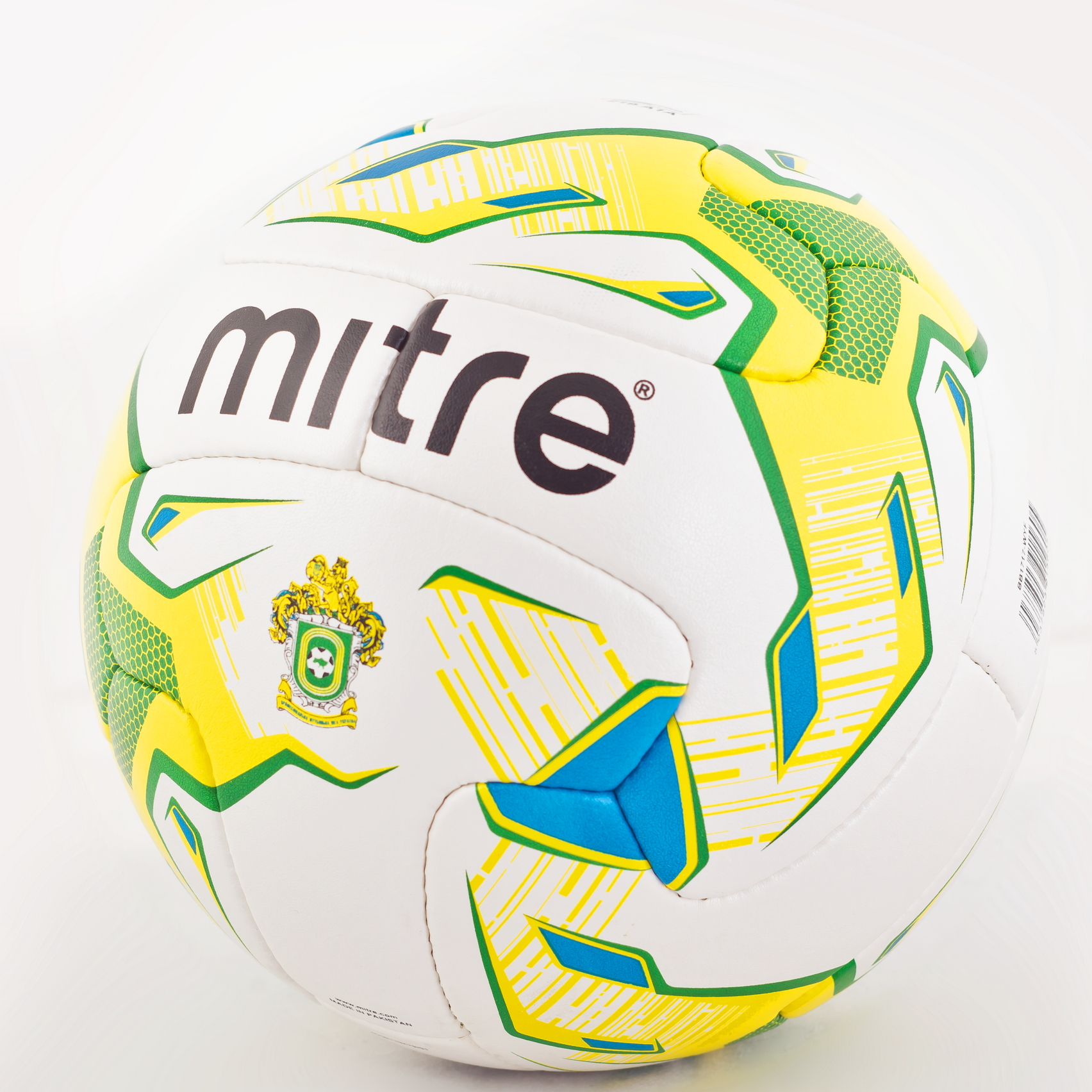
Bola Mitre Delta V12S, fabricada para a Liga de Futebol Profissional da Ucrânia.

Fundada em Huddersfield no ano 1817, e em seus quase dois séculos de existência, tem sido responsável pela disponibilização de equipamentos para diversas equipes esportivas profissionais. Mitre Footballs têm sido utilizados pela Associação de Futebol do País de Gales, o Scottish Premier League, o Carling Cup e as 72 equipes na Liga de Futebol. Ele é responsável por fazer o oficial de basquetebol Inglaterra e também fornece a bola oficial da Federação Italiana de Rugby.